# Salmijärvi (sjö i Ruovesi, Birkaland)
Salmijärvi är en sjö i kommunen Ruovesi i landskapet Birkaland i Finland. Arean är 38 hektar och strandlinjen är 4,45 kilometer lång. Sjön  ingår i Kumo älvs huvudavrinningsområde.   Den ligger omkring 58 kilometer norr om Tammerfors och omkring 210 kilometer norr om Helsingfors. 
Nordöst om Salmijärvi ligger Helvetinjärvi nationalpark. 